# Providenciavireo
De providenciavireo (Vireo pallens approximans, synoniem Vireo approximans) is een zangvogel uit de familie Vireonidae (vireo's). Het is een ondersoort van de mangrovevireo.

## Verspreiding en leefgebied
Deze vogel komt voor op het eiland Providencia ten oosten van Nicaragua.